# Љубавичи
Љубавичи (рус. Люба́вичи, блр. Любаві́чы, Јидиш ליובאוויטש) је рурално насеље у Рудњанском рејону, Смоленска област, Руска Федерација.

## Историја
Насеље је било основано у Пољско-литванијској држави. Први пут је поменуто 1654. године. 30. априла 1655, у писму породици, поменуо га је руски цар Алексеј I Михајлович. 1784. поменут је као мањи град, део феудалаца, родбине Љубомирских. Насеље је припао Оршавском рејону, Могиљовска губернија.
Након поделе Пољске насеље је припало Руској Империји. За време Наполеонове инвазије на Русију 2 недеље је у насељу бивао корпус француског маршала Емануела Грушија. 1857. насеље је имало око 2500 становника, по другом запису око 1516 (1880. године), од којих је било 987 Јевреја. Село је имало 313 кућа, две Православне цркве и две синагоге.
Љубавичи су у историју ушли као центар хасидизма (религијски покрет јудаизма). За време Првог светског рата доста Јевреја је побегла на запад.
За време Другог светског рата Немци су 27. септембра 1941. установили јеврејски гето. 4. новембра 1941. изведе масакр над 483 Јевреја.

## Центар хасидизма
Насеље је постало познато од 17. века даље, када си лидери хасадитске секте јудаизма основали Хабад (Хабад-Љубавич или Љубавички хасидизам). Секту хасидског јудаизма је основао рабин Шнеур Залман из Љозна (Витепски рејон), чији је син, рабин Дов Бер, прешао у насеље Љубавичи, па је покрет назван по Љубавичима. Рабин Шнеур Залман је у Љубавичима, као млад, био учитељем. Историју Љубавича описао је у својим мемоарима рабин Јосиф Изак Шнерсон, шести рабин Љубавича, где је описао и развој јеврејске религије.
У Љубавичима била је и велика Библиотека Шнерсона, која је за време Првог светског рата премештена у Москву (сада део Руске народне библиотеке - ФГБУ РГБ). Део књига налази се у Њујорку, где је данас центар хасидизма Хабад.

## Галерија
- Менахем Мендељ Шнерсон (1789–1866), трећи Рабин од Хабад хасидизма, који је покопан у Љубавичу, заједно са наследником, Рабином Шмуелом Шнерсоном (1834–1882)
- Карта Беле Русије из 1882, део Руске Империје, која приказје и Могиљовску губернатуру
- Карта Јеврејске популације у Руској Импрерији (1905)
- Јеврејско гробље у Љубавичу
- Женско гробље Хабад секте
- Некропола из секте Хабад (Хабад Љубавич)